# テレコネクション

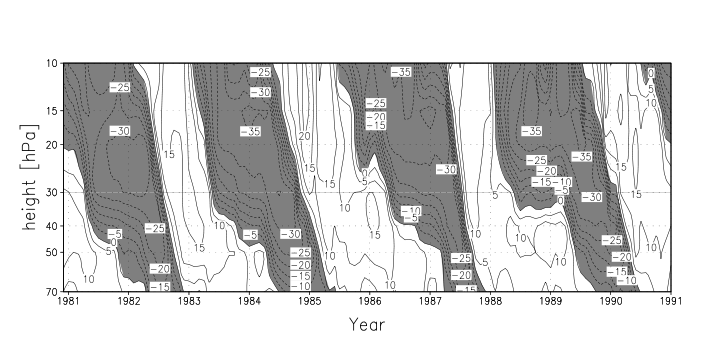
テレコネクションの例。赤道を中心とした南北各20度くらいの低緯度帯上空の成層圏では、2〜3年周期で揃って風向が逆転する現象が発生する（QBO）。西風は白色、東風は灰色に塗ってある。

テレコネクション（英: teleconnection）あるいは遠隔相関（えんかくそうかん）、遠隔結合（えんかくけつごう）とは、離れた2つ以上の地域で気圧がシーソーのように伴って変化する現象である。テレコネクションによる気圧変化は、大気・海洋相互作用（たいき・かいようそうごさよう、英: atmosphere-ocean interaction）によって天気や降水などの諸気象の変化を誘発し、結果的に天候が伴って変化する。

## 定義とメカニズム
テレコネクションに厳密な定義は無いが、テレコネクションとされているパターンのほとんどではおおよそ2つ以上の地点で気圧が中長期的に伴って変動している。天気や気象状況が伴って変わる場合にテレコネクションということもあるが、これは気圧のテレコネクションによって起こるものであり、天気そのものが伝播することはないのであまり正しくない使い方である。
例えば春や秋の日本の天候として高気圧と低気圧が交互にやってきて、晴れや雨が周期的に移り変わる時期がある。テレコネクションと似た周期性を持っているが、このような変動は、ある特定の時期にしか変動が起こらず、そのほかの時期に全く見られないことなどからテレコネクションとはいわない。
現在日本においては、「遠隔相関」「遠隔結合」よりも「テレコネクション」のほうが良く使われる。これらの語はともに「離れた地点で何らかの現象が伴って変化する」という意味で、気圧の変化という意味は持っていない。そのため、物理学の分野や通信・情報技術の分野でも使用されることがある。これらと区別する意味も含め地球規模で大気の流れが変わることから大気変動、大気振動とも呼ばれる。
気圧差が拡大・縮小することによって気温・降水量・大気循環などが変化し、異常気象をもたらすことがある。
広義にはモンスーン（季節風）を発生させる大気循環なども含めることがあるが、モンスーンにおいては気圧が毎年規則正しく変動するのに対し、南方振動などは不定期に数十日 - 数十年ごとに変動するものであり、両者は性質が異なる。
テレコネクションは、ロスビー波のような長周期の大気波の伝播によって発生する。ロスビー波は大陸・海洋の温度差や地形の高低差によって大気が揺さぶられて生じる自由振動の波の1つでロスビー波のエネルギーが伝わる方向に低気圧、高気圧のパターンが周期的に見られる。ロスビー波の伝播する時間スケールが長いため、テレコネクションに伴う気圧変動は数日 - 数年もの周期であると考えられている。このほか、重力波などさまざまな原因が指摘されているが未解明な部分も多い。
海洋の大規模な循環（熱塩循環）においても、テレコネクションのように海洋の流れが伴って変わる現象が見つかっている。

## テレコネクションの発見と研究
18世紀後半、あるデンマーク人の日記にデンマークの冬が例年より寒いとグリーンランドは例年より暖かく、その逆もあり得るということが記されていた。10世紀後半から15世紀ごろには、北欧に点在したヴァイキングの間でこのことが知られていたと考えられている。20世紀に入ってヤコブ・ビヤークネスは、現在でいう「テレコネクション」の大まかなメカニズムを示した。その後、1924年にギルバート・ウォーカーはこの現象に「北大西洋振動」と名付け、その後長い間研究が進められた。1970年代から1980年代にかけてエルニーニョに関連した研究が進み、太平洋赤道域の海水温異常が世界各地の異常気象と連動する仕組みが詳細に解明され始めた。
テレコネクションによって気圧が変動すると世界各地で大雨、洪水、旱魃、高温、低温、竜巻や熱帯低気圧の増加・減少などの異常気象が発生し人的被害、社会的・経済的被害をもたらすためいくつかの気象機関や専門研究機関がテレコネクションの発生を予測しようと試みている。PDO、QBO、TBO、SAOなど周期が決まっているものは比較的容易に予測ができるように思われるが、複数のテレコネクションパターンがそれぞれ影響し合っているため、周期がずれたり規模（気圧の変動幅や変動する地域）が異なったりすることが多い。これは周期が決まっていないENSOなどでも同様である。しかしある程度の決まったパターンが判明しており、テレコネクションによる異常を捉えるために世界規模で気温・気圧・風向・風速・水温などの監視体制ができている。国際的な取り組みとしては1985年から10年間行われた熱帯海洋・全球大気研究計画（TOGA）によって太平洋赤道域を中心とした監視体制が作られたほか、アメリカ海洋大気庁が北米や北大西洋、北太平洋などに監視網を作っている。また各国機関の研究基地が多数点在する南極においても、さまざまな観測データをテレコネクションの監視に利用しようとする動きがある。
近年、地球温暖化（気候変動）に関する研究が進む中でテレコネクションやそれに伴う周期的な天候変動が地球の気候に大きな影響を及ぼしていることが分かった。長期的な気象予報の分野では、予報の誤差の原因となるテレコネクションによる天候変動を考慮した予報に関する研究が進んでいる。
ただテレコネクションを数値で表現し、数値予報モデルを用いて再現・予報するのは現段階では困難である。大気波の伝播は数式に表すことができるが、それがテレコネクションに変わっていく詳細な仕組みがまだ解明されていないためである。現段階でテレコネクションの予測方法は、規則性から予測する方法と発生の兆候を捕らえる方法の2つにとどまっている。テレコネクションによる天候の偏移は従来からの規則性をもとに行われる気象予報が大きく外れるリスクであり、予報上の重要な問題となっている。

## 主なテレコネクション・パターン
| 名称                     | 略称   | 遠隔相関する地域 | 周期            |
| ------------------------ | ------ | --- | --------------- |
| エルニーニョ・南方振動   | ENSO   | インドネシア近海/ペルー沖の太平洋 | 不定期          |
| 北極振動                 | AO     | 北極/北半球中緯度 | 不定期          |
| 北大西洋振動             | NAO    | アイスランド付近/アゾレス諸島付近 | 不定期          |
| 大西洋数十年規模振動     | AMO    | 北大西洋 | 60〜80年        |
| 南極振動                 | AAO    | 南極/南半球中緯度 | 不定期          |
| マッデン・ジュリアン振動 | MJO    | 西太平洋・大西洋・インド洋各地の赤道域 | 1〜2ヶ月        |
| 太平洋十年規模振動       | PDO    | 太平洋各地 | 約10年          |
| 成層圏準2年周期振動      | QBO    | 成層圏赤道域各地 | 約2〜3年        |
| 中間圏準2年周期振動      | MQBO   | 上部中間圏赤道域各地 | 約2〜3年        |
| 対流圏準2年周期振動      | TBO    | 太平洋・インド洋赤道域各地 | 約2〜3年        |
| 半年周期振動             | SAO    | 赤道域成層圏上部〜中間圏下部/赤道域中間圏上部〜熱圏下部                                                                                      | 約半年          |
| 半球間振動               | IHO    | 北半球/南半球 | 3ヶ月〜12・13年 |
| ダイポールモード現象     | DM IOD | インド洋赤道域東部/インド洋赤道域西部 | 不定期          |
| 太平洋・日本パターン     | PJ     | 日本/西太平洋赤道域 | 不定期          |
| 太平洋・北米パターン     | PNA    | 西太平洋赤道域/東南アジア北部/モンゴル〜日本/オホーツク海〜カムチャツカ南方沖/ベーリング海東部/北太平洋北部/北東太平洋中部/北西北米/南東北米 | 不定期          |
| 西太平洋パターン         | WP     | 高緯度西太平洋/低緯度西太平洋 | 不定期          |
| ユーラシアパターン       | EU     | ヨーロッパ/東アジアなど | 不定期          |
| インド洋全域昇温パターン | ?      | ? | 不定期          |
| 大気の川                 | AR     | アジア太平洋地域/太平洋・アメリカ西海岸/西ヨーロッパ/ニュージーランドなど                                                                    | 不定期          |

テレコネクションのうち、変動周期がおよそ10日以上1年以内のものを季節内振動（ISO、季節内変動）と呼ぶ。熱帯赤道域で発生するマッデン・ジュリアン振動もこれに含まれる。このほかには夏のチベット高原地域（2週間周期）、モンスーン時のインド洋（2週間周期）などでも季節内振動が発生する。